# Christos Sirros
Christos Sirros (en grec moderne : Χρήστος Σύρρος), né le 2 février 1948 à Athènes, est un homme politique québécois. Député à l'Assemblée nationale du Québec de 1981 à 2004, il est délégué général du Québec à l'étranger de 2004 à 2017.

## Biographie

### Jeunesse et études
Christos Sirros est diplômé en commerce et en éducation à l'Université McGill. Il a également une maîtrise en éducation. Il est enseignant dans les années 1970 ainsi que bénévole pour le YMCA. De 1978 à 1980, il est directeur général au Centre local des services communautaires Parc-Extension à Montréal.
Il est membre de plusieurs conseil d'administration, soit membre du bureau de direction de la Lakeshore Teacher's Association de 1974 à 1976, membre du conseil d'administration de l'Association des enseignants protestants du Québec de 1974 à 1976 et membre du conseil d'administration de la succursale internationale du YMCA de 1977 à 1979.
Sirros se présente pour la première fois aux élections 1976, et il est défait comme candidat du Parti de l'alliance démocratique dans la circonscription de Laurier.

### Député et ministre
Il est élu pour la première fois dans Laurier lors de l'élection québécoise de 1981, remportée par le Parti québécois. Sirros est successivement réélu aux élections de 1985, 1989, 1994, 1998 et 2003.
Sirros a notamment occupé les fonctions de ministre délégué aux Affaires autochtones et ministre délégué à la Santé et aux services sociaux sous Robert Bourassa et ministre des Ressources naturelles sous le gouvernement de Daniel Johnson. À son départ de sa carrière parlementaire, il était le vice-président de l'Assemblée nationale du Québec dans le gouvernement Charest.
L'élection partielle qui suivit son départ fut remportée par la péquiste Elsie Lefebvre, âgée de vingt-cinq ans.

### Délégué général
Il est délégué général du Québec à Bruxelles de 2002 à 2013 puis délégué général du Québec à Londres de 2014 à 2017.
Il quitte pour la retraite en octobre 2017.
Le fonds d'archives de Christos Sirros est conservé au centre d'archives de Montréal de Bibliothèque et Archives nationales du Québec.

## Distinctions et prix
Il reçoit l'insigne de Commandeur de l'Ordre de la Pléïade le 17 mai 2012.